# Stipiturus malachurus
Stipiturus malachurus е вид птица от семейство Maluridae.

## Разпространение
Видът е разпространен в Австралия.